# André Sá
André Sá es un jugador de tenis profesional brasileño, que nació el día 6 de mayo de 1977 en la ciudad brasileña de Belo Horizonte. Actualmente vive en Blumenau, que también se encuentra en su país natal, Brasil.
En su carrera profesional ha ganado once títulos ATP, y todos fueron en la modalidad de dobles. En torneos de Grand Slam, alcanzó los cuartos de final del torneo de Wimbledon en el año 2002 en simple, y llegó a las semifinales de dobles en 2007.

## Títulos ATP (11; 0+11)

### Dobles (11)
| Leyenda                         |
| Grand Slam (0)                  |
| ATP Wourld Tour Finals (0)      |
| ATP Masters 1000 World Tour (0) |
| ATP World Tour 500 series (0)   |
| ATP World Tour 250 series (11)  |

| N.º | Fecha                    | Torneo          | Superficie    | Pareja              | Oponentes en la final                 | Resultado            |
| --- | ------------------------ | --------------- | ------------- | ------------------- | ------------------------------------- | -------------------- |
| 1.  | 24 de septiembre de 2001 | Hong Kong       | Dura          | Karsten Braasch     | Petr Luxa Radek Štěpánek              | 6-0, 7-5             |
| 2.  | 29 de abril de 2007      | Estoril         | Tierra batida | Marcelo Melo        | Martín García Sebastián Prieto        | 3-6, 6-2, [10-6]     |
| 3.  | 11 de febrero de 2008    | Costa do Sauipe | Tierra batida | Marcelo Melo        | Albert Montañés Santiago Ventura      | 4-6, 6-2, [10-7]     |
| 4.  | 19 de mayo de 2008       | Pörtschach      | Tierra batida | Marcelo Melo        | Julian Knowle Jürgen Melzer           | 7-5, 6-7(3), [13-11] |
| 5.  | 18 de agosto de 2008     | New Haven       | Dura          | Marcelo Melo        | Mahesh Bhupathi Mark Knowles          | 7-5, 6-2             |
| 6.  | 23 de mayo de 2009       | Kitzbuhel       | Tierra batida | Marcelo Melo        | Andrei Pavel Horia Tecău              | 6-7(9), 6-2, [10-7]  |
| 7.  | 25 de septiembre de 2011 | Metz            | Dura          | Jamie Murray        | Lukáš Dlouhý Marcelo Melo             | 6-4, 7-6(7)          |
| 8.  | 1 de marzo de 2015       | Buenos Aires    | Tierra batida | Jarkko Nieminen     | Pablo Andújar Oliver Marach           | 4-6, 6-4, [10-7]     |
| 9.  | 27 de junio de 2015      | Nottingham      | Hierba        | Chris Guccione      | Pablo Cuevas David Marrero            | 6-2, 7-5             |
| 10. | 26 de julio de 2015      | Umag            | Tierra batida | Máximo González     | Mariusz Fyrstenberg Santiago González | 6-4, 3-6, [10-5]     |
| 11. | 5 de marzo de 2017       | São Paulo       | Tierra batida | Rogério Dutra Silva | Marcus Daniell Marcelo Demoliner      | 7-6(5), 5-7, [10-7]  |

#### Finalista (19)
| N.º | Fecha                   | Torneo          | Superficie    | Pareja           | Oponentes en la final               | Resultado            |
| --- | ----------------------- | --------------- | ------------- | ---------------- | ----------------------------------- | -------------------- |
| 1.  | 9 de febrero de 1998    | San José        | Dura          | Nelson Aerts     | Todd Woodbridge Mark Woodforde      | 1-6, 5-7             |
| 2.  | 28 de enero de 2001     | Bogotá          | Tierra batida | Martín Rodríguez | Mariano Hood Sebastián Prieto       | 2-6, 4-6             |
| 3.  | 9 de julio de 2001      | Newport         | Hierba        | Glenn Weiner     | Bob Bryan Mike Bryan                | 3-6, 5-7             |
| 4.  | 15 de julio de 2002     | Amersfoort      | Tierra batida | Alexandre Simoni | Jeff Coetzee Chris Haggard          | 6-7(1), 3-6          |
| 5.  | 9 de septiembre de 2002 | Costa do Sauipe | Dura          | Gustavo Kuerten  | Scott Humphries Mark Merklein       | 3-6, 6-7(1)          |
| 6.  | 14 de julio de 2003     | Amersfoort      | Tierra batida | Chris Haggard    | Devin Bowen Ashley Fisher           | 0-6, 4-6             |
| 7.  | 9 de junio de 2008      | Queen's Club    | Hierba        | Marcelo Melo     | Daniel Nestor Nenad Zimonjić        | 4-6, 6-7(3)          |
| 8.  | 1 de marzo de 2009      | Delray Beach    | Dura          | Marcelo Melo     | Bob Bryan Mike Bryan                | 4-6, 4-6             |
| 9.  | 14 de junio de 2009     | Queen's Club    | Hierba        | Marcelo Melo     | Wesley Moodie Mijaíl Yuzhny         | 4-6, 6-4, [6-10]     |
| 10. | 10 de febrero de 2011   | Buenos Aires    | Tierra batida | Franco Ferreiro  | Oliver Marach Leonardo Mayer        | 6-7(6), 3-6          |
| 11. | 10 de febrero de 2011   | Kitzbühel       | Tierra batida | Franco Ferreiro  | Daniele Bracciali Leonardo Mayer    | 6-7(1), 6-4, [9-11]  |
| 12. | 19 de febrero de 2012   | São Paulo       | Tierra batida | Michal Mertiňák  | Eric Butorac Bruno Soares           | 6-3, 4-6, [8-10]     |
| 13. | 26 de febrero de 2012   | Buenos Aires    | Tierra batida | Michal Mertiňák  | David Marrero Fernando Verdasco     | 4-6, 4-6             |
| 14. | 4 de marzo de 2012      | Delray Beach    | Dura          | Michal Mertiňák  | Colin Fleming Ross Hutchins         | 6-2, 6-7(5), [13-15] |
| 15. | 15 de julio de 2012     | Stuttgart       | Tierra batida | Michal Mertiňák  | Jérémy Chardy Łukasz Kubot          | 1-6, 3-6             |
| 16. | 4 de octubre de 2015    | Shenzhen        | Dura          | Chris Guccione   | Colin Fleming Jonathan Erlich       | 1-6, 7-6(3), [6-10]  |
| 17. | 25 de abril de 2016     | Bucarest        | Tierra batida | Chris Guccione   | Florin Mergea Horia Tecău           | 5-7, 4-6             |
| 18. | 19 de junio de 2016     | Queen's Club    | Hierba        | Chris Guccione   | Pierre-Hugues Herbert Nicolas Mahut | 3-6, 6-7(5)          |
| 19. | 30 de junio de 2017     | Eastbourne      | Hierba        | Rohan Bopanna    | Bob Bryan Mike Bryan                | 7-6(4), 4-6, [3-10]  |

## Challenger Tour
| N.º | Fecha                    | Torneo    | Superficie    | Pareja          | Oponentes en la final               | Resultado           |
| --- | ------------------------ | --------- | ------------- | --------------- | ----------------------------------- | ------------------- |
| 1.  | 9 de agosto de 2010      | Blumenau  | Tierra batida | Franco Ferreiro | Andre Ghem Simone Vagnozzi          | 7-6(5), 6-3         |
| 2.  | 9 de agosto de 2010      | Brasilia  | Dura          | Franco Ferreiro | Ricardo Mello Caio Zampieri         | 7-6(5), 6-3         |
| 3.  | 16 de agosto de 2010     | Salvador  | Dura          | Franco Ferreiro | Uladzimir Ignatik Martin Kližan     | 6-2, 6-4            |
| 4.  | 20 de septiembre de 2010 | Bogotá    | Tierra batida | Franco Ferreiro | Gero Kretschmer Alex Satschko       | 7-6(6), 6-4         |
| 5.  | 25 de octubre de 2010    | São Paulo | Tierra batida | Franco Ferreiro | Rui Machado Daniel Muñoz de la Nava | 3-6, 7-6(2), [10-8] |
| 6.  | 3 de enero de 2011       | São Paulo | Dura          | Franco Ferreiro | Santiago González Horacio Zeballos  | 7-5, 7-6(12)        |